# Eric Lesser
Eric Philip Lesser (Longmeadow, Massachusetts; 27 de febrero de 1985) es un político estadounidense del Partido Demócrata, senador en la Corte General de Massachusetts desde 2015, y exasesor de la Casa Blanca. Un creador del primer seder a la Casa Blanca.

## Primeros años, familia y educación
Lesser se crio en Longmeadow, Massachusetts y graduó de la escuela secundaria de Longmeadow. Lesser era conocido como un defender de las escuelas públicas porque trabajó con estudiantes, padres, y profesores para aumentar la financiación escolar y prevenir la despedización de muchas maestras.  Él también trabajó para Congresista Richard Neal y senador Ted Kennedy. Lesser era un miembro activo de Sinai Templo donde coordinó actividades para voluntarios estudiantes. También era un voluntario activo del Comité de Demócratas de Longmeadow.
Sus padres son Martin, un doctor familiar en Holyoke, Massachusetts, y un miembro del Massachusetts Guardia Nacional quien sirva en una misión militar en Irak en 2010, y Joan, un trabajador social en Holyoke.
Con una especialización en gobierno, se graduó de Harvard College. Al mismo tiempo, Lesser trabajó para la campaña gubernatorial de Deval Patrick y dirigió los Demócratas Universitarios de Harvard. También dirigió un grupo político que estuvo interesado con la reforma de la reordenación congresual, y empezó un programa de investigación de política pública en el Instituto de Políticas. Era un estudiante en Escuela de Derecho Harvard, donde Business Insider le nombró como uno de las estudiantes más impresionantes de la Escuela de Derecho Harvard.

## Carrera política

### Campaña presidencial de Obama
Después del universitario, Lesser trabajó para la 2008 campaña presidencial de Barack Obama como un organizador de eventos en Nuevo Hampshire.  Después de la primera, ascendió a la posición de "coordinador de logística" de la campaña. Viajó con Obama a 47 estados y 6 países -- más de 200,000 millas en total.  De su talento logístico, Presidente Obama dijo que "Eric Lesser pudiere operar una compañía de Fortune 500 un día" y que "somos afortunados de emplear a un joven tan inteligente y comprometido". Durante la campaña, Lesser organizó un seder improvisado después de un evento en Harrisburg, Pensilvania. Obama -- un senador por el estado de Illonois en el momento -- prometió que el próximo año lo celebrará en la Casa Blanca

### A la casa blanca
Después de la campaña, David Axelrod -- asesor sénior de Presidente Obama -- eligió a Lesser como su ayudante especial. Él trabajó con una pared compartida con el Despacho Oval.   Se describió Lesser como un “wunderkind”  y una “mascota de la ala oeste” durante sus 4 años en la Casa Blanca.  Lesser también trabajó en el Consejo de Asesores Económicos, el grupo oficial de la Casa Blanca que aconseja el presidente sobre objetivos económicos.

### El Seder de la Casa Blanca

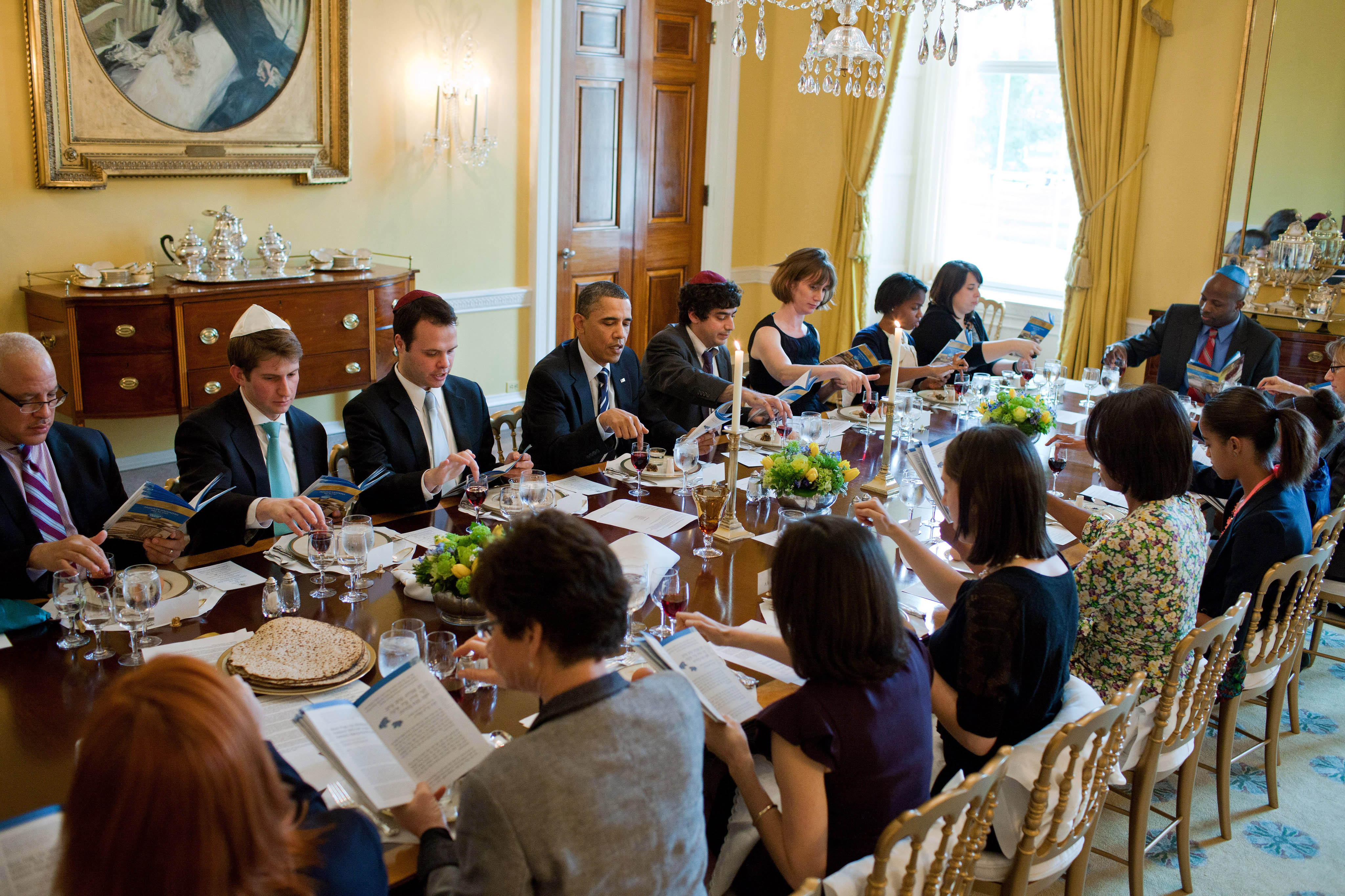
Seder de la Casa Blanca (2011)

Lesser es uno de los creadores del seder anual de la Casa Blanca que Presidente Barack Obama, primera dama Michelle Obama, y sus hijas han asistido.  Este era el primer seder presidencial en la Casa Blanca.  El seder era un reencuentro del grupo original que se conoció en Harrisburg, Pensilvania durante la 2008 campaña. Lesser trajo shmurah matzah, hecho a mano, del centro de Chabad-Lubavitch en Springfield, MA. A lo largo de los años el seder creció en prominencia. Presidente Obama ha hablado sobre el seder con el primer ministro de Israel Benjamin Netanyahu,  y su esposa Sara Netanyahu le dio a Obama un plato de seder, hecho de plata, para utilizar en los futuros sederes la Casa Blanca.  Presidente Obama ha hablado del seder en un discurso ante el Comité israelí-americano de Asuntos Públicos  y en una dirección ante los israelíes.

## Senado de Massachusetts

### Primera elección
El 3 de febrero de 2014 el diario The Republican informó que Lesser estuvo considerando postulándose para el asiento en el Senado de Massachusetts del primer distrito de Hampden & Hampshire, desocupado recientemente por Sen. Gale Candaras. El 18 de febrero de 2014 Lesser se postuló para el asiento. El 9 de septiembre Lesser ganó la primaria del Partido Demócrata para ese asiento. El 4 de noviembre Lesser venció a la candidata republicana Debra Boronski y al candidato Mike Franco del partido "América Primer" para ganar el asiento en el Senado de Massachusetts.

#### Introducción de raíl de velocidad alta
Lesser es un defensor principal de un sistema de raíl de velocidad alta para facilitar el viaje entre Massachusetts oriental y occidental. Cree que una línea de raíl de velocidad alta entre Springfield y Boston aumentaría el empleo y produciría un empujón para la economía en Massachusetts Occidental. En su primer mes como senador, Lesser presentó una ley que requeriría un informe de los costos y beneficios de un raíl de velocidad alta por el 1 de agosto de 2015. El senado de Massachsuetts la aprobó unánimemente en un voto de 39-0. El Cámara de Representantes de Massachusetts la aprobó más tarde, pero la estuvo vetado por Gobernador Charlie Baker. Se reveló más tarde que Peter Picknelly, quien es el alto ejecutivo de Líneas de Autobús de Cacerola de Peter (ubicado principalmente en Springfield, Massachusetts), se presionó personalmente al gobernador: Le envió a Baker un correo electrónico que le urgió de rechazar la propuesta. Picknelly es un donante de Baker y ha donado $1,000 a la campaña de elección de Baker.  Picknelly también alojó un evento para recaudar fondos para la campaña de Baker.

#### Plan para el abuso de opioides
Lesser es también un defensor principal en Massachusetts para una respuesta proporcional al epidemia de la heroína que se murió a 185 personas en los primeros cuatro meses de 2014. Él creó y publicó un plan de cuatro puntos en mayo de 2014 que incluye pasos concretos para abordar el problema de adicción. El plan incluye (1) la adición de más tribunales de drogas que están especializado en la dirección de usuarios de drogas a tratamiento en vez de prisión en el oeste de Massachusetts, (2) más labor para acabar la dependencia en las drogas de prescripción a través de asociaciones con la Administración de Alimentos y Medicamentos de los Estados Unidos (FDA) y otras organizaciones, (3) inversión en tratamientos nuevos que ha mostrado promesa para disminución de síntomas del abstinencia, y (4) un aumento en la disponibilidad de la droga Narcan que puede salvar vidas por revertir los efectos de un sobredosis de heroína.
En enero de 2015, Lesser presentó dos leyes con respecto al abuso de los opioides. Las sirvieron como el plan de acción para el plan adoptado finalmente por el Senado de Massachusetts que distribuyó $100,000 en fondos estatales para comprar el fármaco Naloxone, generalmente conocido como Narcan, que puede revertir sobredosis de los opioides. Más tarde en 2015, la fiscal general de Massachusetts Maura Healey anunció un acuerdo con Amphastar Pharmaceuticals, Inc., el fabricante de naloxone, en que Amphastar pagó $325,000 al programa de compra a granal. El fondo del estado gastó $377,000 para comprar 11,050 dosis de naloxone y 8,750 aplicadores; desde el 30 de noviembre de 2016, 8,500 dosis han sido distribuidos a ciudades en Massachusetts, ahorrando comunidades locales cerca de $186,000.
En enero de 2017, la comisario de salud pública Dr. Monica Bharel le dijo al consejo de salud pública que 50,000 personas en Massachusetts eran ahora entrenados para administrar Narcan, y más de «1,500 informas de rescate de sobredosis — una vida salvado en cada casa — estuvieron recibido en los primeros seis meses de 2016».

#### Plan de cuatro puntos para seniors
En mayo de 2014, Lesser publicó una artículo de opinión en el Springfield Republican detallando un plan para apoyar a la población de adultos encima 65 que esta subiendo en Massachusetts occidental. Lesser cree que la asistencia médica que está hecho en casa tendría que ser más asequible para que los ancianos pueden quedarse en sus casas tan largo como es posible. El plan también incluye dos puntos con respecto a la seguridad física y financiera de los ancianos. Lesser escribió que el estado tendría que aumentar la cantidad de supervisión con respeto a las agencias que proveen asistencia médica en-casa para reducir la cantidad de casos de abuso de los personas mayores.  Lesser apoya la disponibilidad aumentada de oportunidades de educación en las áreas de la alfabetización financiera y la alfabetización del ordenador para reducir el número de ancianos quienes se caen víctima a las estafas en línea y por teléfono.

### Segunda elección

#### Reelección
Lesser lanzó su campaña de reelección en septiembre de 2016 después de un primario Democrático sin oposición. En el 8 de noviembre de 2016, Lesser venció al candidato republicano James "Chip" Harrington.  Lesser ganó 56 por ciento del voto mientras Harrington ganó 44 por ciento. Durante la campaña, Lesser recibió una serie de respaldos políticos de alto nivel: Presidente Barack Obama; los dos Senadores de EE. UU. por Massachusetts, Elizabeth Warren y Ed Markey; Representantes de EE. UU. Richard Neal, Joe Kennedy III, y Seth Moulton; exgobernador de Massachusetts Michael Dukakis; y el alcalde de Springfield, Massachusetts, Domenic Sarno.
Lesser fue investido por la segunda vez en el Senado de Massachusetts en el 4 de enero de 2017.

#### Demanda para la abolición del colegio electoral
Después de que Hillary Clinton ganó el voto popular pero perdió la 2016 elección presidencial porque Donald Trump ganó más votos en el colegio electoral, Lesser presentó una resolución en el Senado de Massachusetts que le hace una llamada al Congreso de EE. UU. para presentar una Enmienda para abolir el colegio electoral. «Ahora ha sido dos veces en 16 años y cinco veces en toda la historia americana en que un presidente y el vicepresidente han sido elegidos por el colegio electoral, a pesar del hecho que perdieron el voto popular nacional», Lesser dicho en una declaración. «Con la importancia de fortalecer votantes para creer que cada voto en una elección presidencial tiene importancia, el abolición del colegio electoral merece una discusión y examinación rigurosa».

### Consultación
Lesser ha consultado con HBO en el programa de Veep desde 2012.

## Vida personal
Lesser se casó con la abogada Alison Silber el 31 de diciembre de 2011. El matrimonio tiene dos hijas.